# Ulrich Hampel

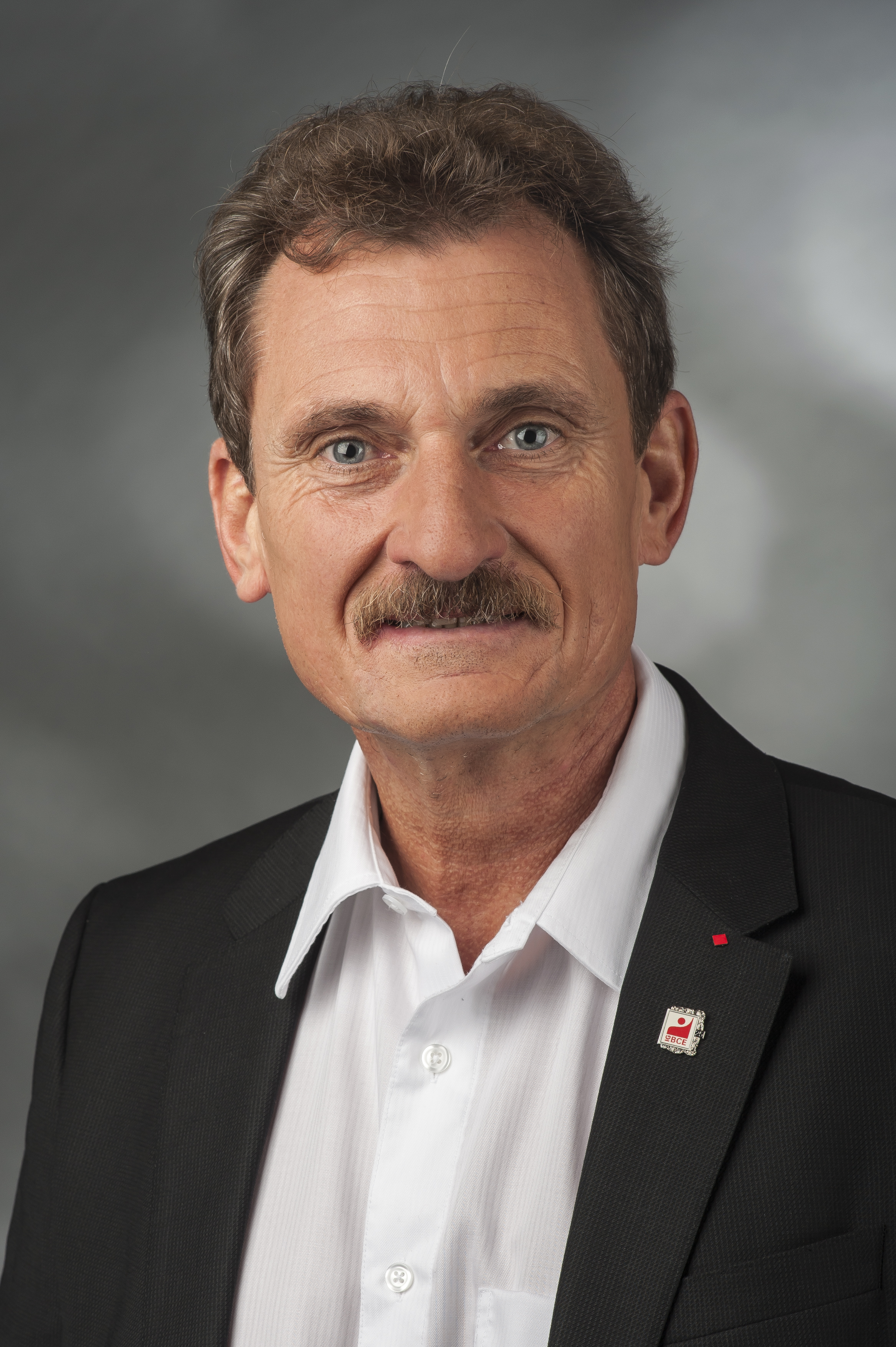
Ulrich Hampel (2014)

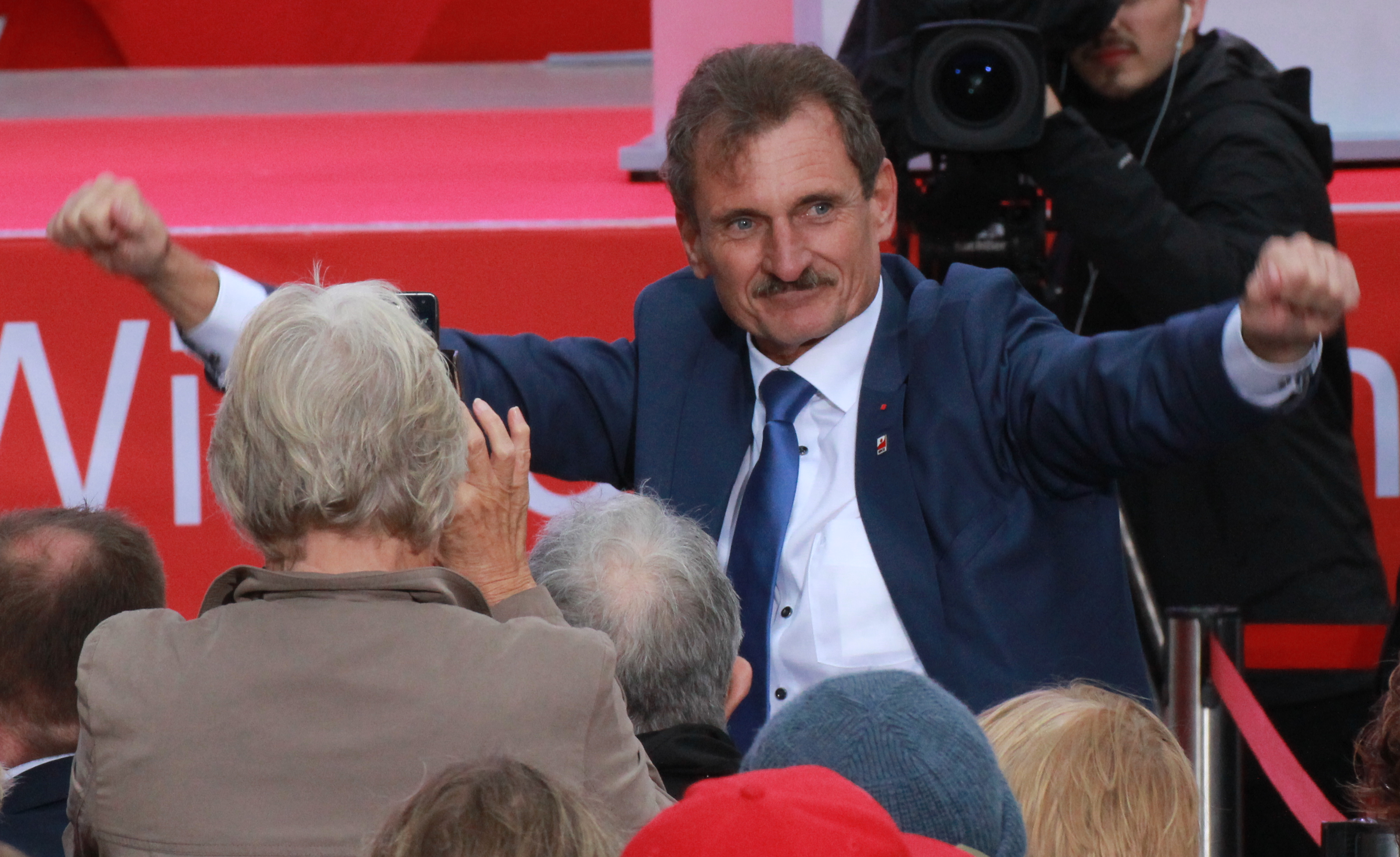
Ulrich Hampel während des Wahlkampfes zur Bundestagswahl 2017 bei einem Wahlkampfauftritt von SPD-Kanzlerkandidat Martin Schulz in Münster

Ulrich Hampel (* 28. Oktober 1964 in Alpen) ist ein deutscher Politiker (SPD) und war Abgeordneter im 18. Deutschen Bundestag.

## Leben
Von 1980 bis 1982 besuchte Hampel eine Berufsfachschule für Sozialpädagogik, Ernährung und Hauswirtschaft. Von 1982 bis 1985 absolvierte er in der Zeche Friedrich Heinrich eine Ausbildung zum Bergmechaniker. Anschließend war er sechs Jahre lang als Hydraulikschlosser unter Tage tätig. Später studierte er Sozial- und Arbeitsrecht an der Sozialakademie Dortmund und arbeitete unter anderem für die Industriegewerkschaft Bergbau und Energie und die Industriegewerkschaft Bergbau, Energie, Chemie. Bei der letztgenannten war er von 2000 bis 2003 als stellvertretender Leiter des Bezirks Hamm tätig, seit 2003 als Bezirksleiter von Münster-Bielefeld.
Hampel ist verheiratet und hat einen Sohn.

## Politischer Werdegang
1982 wurde Hampel Mitglied der SPD. Nachdem er 2012 als Kandidat für die Bundestagswahl 2013 nominiert worden war, zog er 2013 über die Landesliste von Nordrhein-Westfalen in den Bundestag ein. Für die Bundestagswahl 2017 wurde er erneut nominiert; sein Wahlkreis ist Coesfeld – Steinfurt II, verfehlte aber ein Mandat.